# 속초 신흥사 명부전
속초 신흥사 명부전(束草 新興寺 冥府殿)은 대한민국 강원특별자치도 속초시 설악동, 신흥사에 있는 조선시대의 건축물이다. 2011년 12월 16일 강원특별자치도의 유형문화재 제166호로 지정되었다.

## 개요
18세기에 건축된 속초 신흥사 명부전은 전면 창호의 조형과 구성에서 보이는 독특함과 전체적인 통일성 등을 볼 때 조선후기 사찰 건축의 전형적인 특징인 간략화와 다양성을 보여주고 있어 조선후기 사찰건축의 양식적 특징 연구에 중요한 자료적 가치가 있다는 점에서 지정 보존가치가 있다.

## 같이 보기
- 신흥사

## 참고 자료
- 속초 신흥사 명부전 - 국가유산청 국가유산포털